# Ион-Горка
Ион-Горка — деревня в Устьянском районе Архангельской области.

## География
Находится в южной части Архангельской области на расстоянии приблизительно 7 км на северо-восток по прямой от административного центра района поселка Октябрьский на правобережье реки Устья.

## История
В 1859 году здесь (деревня Вельского уезда Вологодской губернии) было учтено 20 дворов. До 2022 года входила в Шангальское сельское поселение до его упразднения.

## Население
Численность населения: 138 человек (1859 год), 109 (русские 98 %) в 2002 году, 105 в 2010.